# Şehzade Selim Süleyman
Şehzade Selim Süleyman (en arabe : شہزادہ سلیم سلیمان), né le 25 juillet 1860 à Constantinople et mort le 12 juillet 1909, il est le fils d'Abdülmecid Ier, sultan ottoman et de sa sixième épouse Serfiraz Hanım.

## Biographie

### Jeunesse
Şehzade Selim Süleyman est né le 25 juillet 1860 dans le palais de Dolmabahçe. Son père était le sultan Abdülmecid Ier et sa mère était Serfiraz Hanım, la fille d’Osman Liah et Zeliha Tapsın., Il était le troisième enfant de sa mère. Il avait un frère, Şehzade Osman Seyfeddin huit ans plus âgé et une sœur Bedia Sultan, deux ans plus âgé, puis lui. Quand il avait onze mois son père est mort.
Süleyman a été circoncis en 1870. Parmi les autres princes qui ont été circoncis avec lui, il y a son demi-frère, Şehzade Mehmed Vahideddin, son neveu Şehzade Mehmed Selaheddin, Şehzade Yusuf Izzeddin, Şehzade Mahmud Celareddin, fils du sultan Abdülaziz, et Sultanzade Alaeddin Bey, fils de Münire Sultan, fille d’Abdulmejid.
Süleyman parlait couramment l’arabe et le persan. Il lisait de la littérature persane et arabe. Il passait la plupart de son temps au Palais de Feriye et dans sa ferme de Balamuslu. Il était de nature romantique et aimait la musique et la nature et aimait passer son temps à sa ferme, il aimait l'équitation et il avait une vocation dans le sport.
Sa famille avait l’habitude de passer leurs étés à Nisbettiye Mansion au Bosphore et ils avaient l’habitude de passer leurs hivers au Palais de Feriye.
Il adorait la musique occidentale, comme sa mère Serfiraz. Sa fille Naciye Sultan écrit à son sujet:
Mon père s’intéressait beaucoup à la musique. Je suppose que cette curiosité serait passée de ma grand-mère. Parce que les équipes de roseaux de ma grand-mère Serfiraz Kadın installées dans le palais fonctionnaient constamment. Ces équipes étaient deux. L’un d’eux était occupé avec la musique occidentale. L’autre était un instrument entièrement arrangé.
En 1878, lui et ses frères et sœur, y compris ses frères le prince Şehzade Ahmed Kemaleddin et les sœurs Seniha Sultan, la princesse Fatma, ont tous été impliqués dans l’incident Ali Suavi avec l’objectif de restaurer Mourad V sur le trône.

### Vie privée
La première femme de Selim était Filişan Hanım. Elle est née à Batoumi (alors dans l'Empire ottoman, plus tard dans l'Empire russe, puis en URSS, aujourd'hui en Géorgie), le 17 juillet 1869. Ils se sont mariés en 1885. Elle est restée sans enfant. Elle meurt en 1947 à Bebek, Istanbul. On savait que Filişan se souciait de Naciye, comme sa propre fille, elle écrit ce qui suit :

« La première femme de mon père était Filişan Kadın. Je ne suis pas exagéré si je dis que je l’aime autant que ma mère, elle était une douce, munis[Quoi ?], personne douce qui avait toujours été bon au cours de sa vie. Elle m’aidait avec mes leçons et me faisait jouer du piano. Elle a eu de grands efforts non seulement pour moi, mais aussi pour ma fille aînée, Mahpeyker. Elle se souciait d’elle et la voyait atteindre l’âge adulte. »

La seconde épouse de Selim était Emine Cavidan Hanım, la fille d’Uzun Ahmed Bey et de Bezmirara Kadın, ancienne épouse d’Abdulmejid I, dont elle avait divorcé, épouse Tevfik Pacha. Cavidan est né le 28 octobre 1872. a été élevé par la princesse égyptienne Zeynep Hanım, fille de Méhémet Ali d'Égypte. Ils se marièrent en 1886, avec le consentement de Zeynep Hanım. Elle est restée sans enfant. Le mariage n’a pas duré longtemps. Après qu’Abdülhamid II eut dit à Süleyman qu’elle ne lui convenait pas, il a divorcé d’elle, après quoi Abdulhamid l’a épousée au prince Husëyin Bey d’Égypte.
La troisième femme de Selim était Fatma İkbal Hanım. Elle est née le 19 septembre 1871, à Adapazarı, dans la province de Sakarya. Ils se sont mariés en 1893. Elle était la mère de Şehzade Mehmed Abdülhalim née le 28 septembre 1894 au Palais de Feriye. Elle meurt le 20 novembre 1932 et l’âge de soixante et un ans à Beşiktaş, Istanbul, après avoir survécu à son fils de six ans.,
La quatrième femme de Selim était Ayşe Tarzitter Hanım. Elle est née le 4 février 1880 à Ganja en Azerbaïdjan. Elle était membre de la famille Abkhaze, Bargan-Ipa.{ Ils se sont mariés en 1895. Elle était la mère de Naciye Sultan né le 25 octobre 1896 et de Şehzade Mehmed Şerefeddin née le 19 mai 1904. Après l’exil de la famille impériale en mars 1924, Tarzitter s’installe à Beyrouth au Liban, avec son fils et sa belle-fille Şükriye Sultan.
Sa cinquième et dernière femme était Zatimelek Hanım. Elle était la fille du prince Nuri Bey Tapş-Ipa et de Nazife Hanım Achba. Elle était une dame d’honneur de Verdicenan Kadın, épouse d’Abdulmejid. Après sa mort, elle est envoyée au palais de Dolmabahçe, où elle épouse Süleyman en 1899. Après la mort de Süleyman, elle s’installe à Ortaköy[Lequel ?]. Elle a été notée sa charité. Elle a également transformé l’étage inférieur de son manoir en atelier de couture. En 1934, elle prend le nom de famille Tapşın après l’adoption de la loi sur le nom de famille. Elle meurt en 1941.

### Décès
Şehzade Selim Süleyman est mort le 12 juillet 1909 et a été enterré dans le mausolée de Şehzade Ahmed Kemaleddin, situé dans le cimetière Yahya Efendi, Constantinople.

### Sources
- Neval Milanlıoğlu, Emine Naciye Sultan’ın Hayatı (1896-1957), 2011
- Mustafa Çağatay Uluçay, Padişahların kadınları ve kızları, Ankara, Ötüken, 2011
- Douglas Scott Brookes, The Concubine, the Princess, and the Teacher : Voices from the Ottoman Harem, University of Texas Press, 2010, 324 p. (ISBN 978-0-292-78335-5, lire en ligne)